# Данило Петровський (просвітянин)
Данило Петровський (народився 15 грудня 1889, Калмиць, Полтавщина — помер у США?) — український діяч, член Катеринославської «Просвіти» з 23 лютого 1914. Під час національної революції 1917 заснував у Січеславі український національний хор. Працював у службі зборів Катерининської залізниці.

## Життєпис

### Діяльність в Катеринославі хористом і учасником «Просвіти»
«В самому Катеринославі, — згадував Ісаак Мазепа, — за активною участю робітників, організовано український хор, що виступав на різних концертах, вечірках тощо під орудою Д. Петрівського...» 

А ось що писала у квітні 1918 катеринославська газета «Народне життя»: 

«У місті Катеринославі під проводом Д. Петровського склався український національний хор з дівчат та хлопців численністю до 50 душ. Цей хор виступав і раніш на всяких святах і завжди задовольняв слухачів... 21 (8) квітня перший раз був улаштований у Зимовому театрі вечір співів та декламації. Людей зібралось повне помешкання».

«Для культурного розвитку українського робітництва в Катеринославському промисловому центрі виконав добру службу Данило Петрівський, службовець залізниці. (Тепер в Америці), — згадував у виданій у 1954 в Лондоні книжці Панас Феденко. — Петрівський закінчив науку в музичній консерваторії, як співак-баритон, але катар горла не дозволив йому зробити кар’єру артиста.
Однак він, бувши службовцем дирекції залізниць, віддав усю свою творчу працю на організацію хорів між укр. робітництвом. Глибокий знавець української народної музики, Петрівський прищепив цю любов до народної пісні і своїм учням-хористам. Українські хори Петрівського, члена УСДРП, в Катеринославі були поза конкуренцією. І. Мазепа часто згадував Петрівського як приклад зразкового ідейного працівника, і був з ним теж на еміграції в приязних відносинах».

9 (22) листопада 1917 як відгук на III Універсал Центральної Ради, у Катеринославі відбулися парад українських військ і демонстраційна дефіляда по місту, яку описує у своїх спогадах генерал М. Омелянович-Павленко. У соборі відбувалася служба Божа, «що правилася по-українськи — причому співав колосальний хор Петрівського...»
Згодом Петровський виїхав з Катеринослава. Серед книжок, які анонсувалися у виданнях «Українського в-ва у Катеринославі» (Філія для Правобережної України, Катеринослав — Кам’янець — Лейпциг), згадується й така: «Десять пісень у розкладі Д. Петровського. «(Остання сторінка видання: М. О. Ковалевський. Історія Греції та Риму. Для школи й самонауки. 1920).

### Інтернування до Польщі
У 1920 — 1921 Петровський опиняється разом з інтернованими польською владою українськими військовими частинами у м. Тарнові в Польщі. Зі спогадів Марії Лівицької (1879 — 1971): 

«Звичайно, як скрізь, де скупчуються українці, зорганізувався хор, в якому брала участь вся співуча молодь. Диригентом був професор Стешко, а пізніше пан Петрівський. Кілька разів на тиждень відбувалися співки». Навесні 1922 молодь з таборів стала поступово переїздити до Чехії. «Тим часом молодь, яка ще залишалася у Тарнові, продовжувала безжурно марнувати час, — згадувала Марія Лівицька,— збиралися часто у нас, незважаючи на тісноту в хаті... часто ця молодь імпровізувала домашні концерти, особливо коли приходив диригент пан Петрівський».

### Переїзд на Закарпаття
За даними академіка Миколи Мушинки, у 1929 Петрівський закінчив Українську господарську академію в Подєбрадах (Чехія) і виїхав на Закарпаття. Там після Росиневич-Щуровської очолив керівництво її хором. Платонида Щуровська-Росиневич (1893 — 1973) була організатором і керівником хору у хоровому товаристві «Бандурист» в Ужгороді (1934 — 1936).
Ісаак Мазепа згадує Петровського, як пізнішого професора укр. учительської семінарії в Ужгороді, потім у Хусті на Карпатській Україні. А Панас Феденко згадує Петровського серед тих приятелів і знайомих І. Мазепи, які допомагали йому в голодний період 1945 у повоєнному Авгсбургу в Німеччині. Згодом Петровський переїхав до США.